# Oostenrijk op het Eurovisiesongfestival 1978
Oostenrijk nam deel aan het  Eurovisiesongfestival 1978, gehouden  in Parijs, Frankrijk. Het was de 17de deelname van het land aan het festival.

## Selectieprocedure
De Oostenrijkse omroep koos ervoor om dit jaar opnieuw een interne selectie te organiseren om hun kandidaat aan te duiden voor het festival.
Uiteindelijk werd er gekozen voor Springtime met het lied Mrs Caroline Robinson.

## In Parijs
Op het festival in Parijs moest Oostenrijk aantreden als 19de net na Israël en voor Zweden. Na het afsluiten van de stemmen bleek dat Springtime op een teleurstellende 15de plaats was geëindigd met 14 punten.
Van Nederland en België werden geen punten gegeven aan het lied.

### Gekregen punten

#### Finale
| 12 punten | 10 punten | 8 punten             | 7 punten     | 6 punten    |
| --------- | --------- | -------------------- | ------------ | ----------- |
|           |           |                      |              |             |
| 5 punten  | 4 punten  | 3 punten             | 2 punten     | 1 punt      |
| - Zweden  |           | - Portugal - Turkije | - Denemarken | - Duitsland |

### Punten gegeven door Oostenrijk

#### Finale
Punten gegeven in de finale:
| 12 punten | Frankrijk           |
| 10 punten | Zwitserland         |
| 8 punten  | Israël              |
| 7 punten  | Spanje              |
| 6 punten  | Ierland             |
| 5 punten  | Verenigd Koninkrijk |
| 4 punten  | België              |
| 3 punten  | Griekenland         |
| 2 punten  | Denemarken          |
| 1 punt    | Monaco              |

1957 · 1958 · 1959 · 1960 · 1961 · 1962 · 1963 · 1964 · 1965 · 1966 · 1967 · 1968 · 1969-1970 · 1971 · 1972 · 1973-1975 · 1976 · 1977 · 1978 · 1979 · 1980 · 1981 · 1982 · 1983 · 1984 · 1985 · 1986 · 1987 · 1988 · 1989 · 1990 · 1991 · 1992 · 1993 · 1994 · 1995 · 1996 · 1997 · 1998 · 1999 · 2000 · 2001 · 2002 · 2003 · 2004 · 2005 · 2006 · 2007 · 2008-2010 · 2011 · 2012 · 2013 · 2014 · 2015 · 2016 · 2017 · 2018 · 2019 · 2020 · 2021 · 2022 · 2023 · 2024 · 2025